# طور (روستا)
 طور  (در عربی:  الَطُور )
نام روستایی است در دهستان بَنُو قیَس از توابع استان حَجّه در کشور یمن در شبه جزیره عربستان.

## جمعیت
جمعیت آن ( 107 ) نفر ( 11 خانوار) می‌باشد.